# Arnold Zuboff
Arnold Stuart Zuboff (sinh tháng 1 năm 1946) là một nhà triết học Mỹ. Ông đã nghiên cứu về các chủ đề như bản sắc cá nhân, triết học về tâm trí, đạo đức học, siêu hình học, nhận thức luận và triết học xác suất. Ông là người đầu tiên xây dựng vấn đề Người đẹp ngủ trong rừng và một quan điểm tương tự như chủ nghĩa cá nhân cởi mở – quan điểm cho rằng có một chủ thể trải nghiệm, là tất cả mọi người – được ông gọi là "universalism".

## Giáo dục và sự nghiệp
Zuboff tốt nghiệp bằng cử nhân triết học tại Đại học Connecticut, năm 1968, và sau đó là bằng PhD tại Đại học Princeton năm 2009; do Thomas Nagel làm cố vấn tiến sĩ. Zuboff giảng dạy tại Khoa Triết học của Đại học College London từ năm 1974 cho đến khi nghỉ hưu vào năm 2011; ông hiện là Cộng tác viên Nghiên cứu Cao cấp Danh dự.

## Tác phẩm chọn lọc

### Bài báo
- Zuboff, Arnold (1973). "Nietzsche and Eternal Recurrence" (PDF). Trong Solomon, Robert C. (biên tập). Nietzsche: A Collection of Critical Essays. Doubleday Anchor. tr. 343–357.
- Zuboff, Arnold (tháng 1 năm 1977). "Moment Universals and Personal Identity" (PDF). Proceedings of the Aristotelian Society. Quyển 52. tr. 141–155. doi:10.1093/aristotelian/78.1.141.
- Zuboff, Arnold (tháng 3 năm 1990). "One Self: The Logic of Experience" (PDF). Inquiry: An Interdisciplinary Journal of Philosophy. Quyển 33 số 1. tr. 39–68. doi:10.1080/00201749008602210.
- Zuboff, Arnold (tháng 7 năm 1992). "A Presentation without an Example?" (PDF). Analysis. Quyển 52 số 3. tr. 190–191. doi:10.1093/analys/52.3.190.
- Zuboff, Arnold (tháng 5 năm 1994). "What Is a Mind?" (PDF). Midwest Studies in Philosophy. Quyển 19 số 1. tr. 183–205. doi:10.1111/j.1475-4975.1994.tb00285.x.
- Zuboff, Arnold (tháng 9 năm 1995). "Morality as What One Really Desires" (PDF). Midwest Studies in Philosophy. Quyển 20 số 1. tr. 142–164. doi:10.1111/j.1475-4975.1995.tb00309.x.
- Zuboff, Arnold (tháng 9 năm 2000). "The Perspectival Nature of Probability and Inference" (PDF). Inquiry: An Interdisciplinary Journal of Philosophy. Quyển 43 số 3. tr. 353–358. doi:10.1080/002017400414908. S2CID 54894496.
- Zuboff, Arnold (March–April 2001). "Why Should I Care about Morality?". Philosophy Now. Số 31. tr. 24–27.
- Zuboff, Arnold. "An Introduction to Universalism". {{Chú thích tạp chí}}: Chú thích magazine cần |magazine= (trợ giúp)
- Zuboff, Arnold (Spring 2008). "Thoughts about a solution to the mind-body problem" (PDF). Think. Quyển 6 số 17–18. tr. 159–171. doi:10.1017/S1477175600003109. S2CID 145231233.
- Zuboff, Arnold (tháng 10 năm 2008). "Time, Self and Sleeping Beauty". {{Chú thích tạp chí}}: Chú thích magazine cần |magazine= (trợ giúp)
- Zuboff, Arnold (tháng 6 năm 2011). "My 8 Big Ideas". {{Chú thích tạp chí}}: Chú thích magazine cần |magazine= (trợ giúp)
- Zuboff, Arnold (May–June 2014). "A Justification of Empirical Thinking". Philosophy Now. Số 102. tr. 22–24.
- Zuboff, Arnold (February–March 2015). "Theories That Refute Themselves". Philosophy Now. Số 106.
- Zuboff, Arnold (tháng 10 năm 2015). "A Justification of Empirical Inference" (PDF). Philosophy Now.

### Sách
- Zuboff, Arnold (1981). "The Story of a Brain" (PDF). Trong Hofstadter, Douglas R.; Dennett, Daniel C. (biên tập). The Mind's I. New York City, New York: Basic Books. tr. 202–212. ISBN 9780553345841.
- Zuboff, Arnold (2015). The Philosophical High Ground: Our World through the Eyes of Descartes, Spinoza, Leibniz, Locke, Berkeley, Hume and Kant. doi:10.13140/RG.2.1.4642.8643.

### Video
- Zuboff, Arnold (ngày 14 tháng 11 năm 2015). What You Really Are: A Talk and Discussion About Personal Identity.
- Zuboff, Arnold (ngày 7 tháng 12 năm 2015). What You Really Are: A Demonstration Using Beads.
- Zuboff, Arnold (ngày 7 tháng 12 năm 2015). Personal Identity and the Sleeping Beauty Problem.
- Zuboff, Arnold (ngày 2 tháng 8 năm 2016). Finding Myself – And Undoing the Fear of Death as Annihilation.